# Malware-as-a-Service (MaaS)
Malware-as-a-Service (MaaS, вредоносное ПО как услуга) — бизнес-модель, в рамках которой злоумышленники за определенную плату предоставляют своим клиентам доступ к вредоносному программному обеспечению и соответствующей инфраструктуре. MaaS является незаконной вариацией модели "программное обеспечение как услуга" (Software-as-a-Service, SaaS) и частью более широкой концепции "киберпреступление как услуга" (Cybercrime-as-a-Service, CaaS).

## Участники
Бизнес-модель MaaS обычно включает в себя три основные группы участников:
1. Разработчики, которые создают вредоносное ПО.
2. Специалисты, ищущие уязвимости в компьютерных системах для внедрения вредоносного ПО.
3. Администраторы, которые обеспечивают бесперебойную работу сервиса и следят за соблюдением правил, а также получают комиссию от проведенных кампаний.
Злоумышленники, предоставляющие услуги MaaS, называются операторами MaaS.

## Оплата услуг
Оплата услуг MaaS может осуществляться несколькими способами: единоразовая покупка вредоносного ПО, подписка на определенный срок или комиссия в виде процента от полученной прибыли (например, от выкупа в случае RaaS - "программы-вымогатели как услуга").

## Виды вредоносного ПО
Наиболее распространенные виды вредоносного ПО, предоставляемого по модели MaaS:
• Программы-вымогатели, в частности шифровальщики, которые блокируют доступ к данным пользователя путем их шифрования и требуют выкуп за восстановление доступа. 
• Инфостилеры (от англ. stealer — вор), собирающие данные в системе пользователя и отправляющие их злоумышленникам. 
• Загрузчики, которые скачивают и устанавливают другое вредоносное ПО в систему жертвы. 
• Бэкдоры для удаленного доступа к зараженной системе. 
Кроме того, по модели MaaS может осуществляться "аренда" ботнетов - сетей устройств, зараженных вредоносным ПО. Они используются в основном для распространения другого вредоносного ПО путем рассылки спама или загрузки на подконтрольные устройства. DDoS-ботнеты обычно не относят к MaaS, поскольку в их случае клиентам предоставляются услуги по проведению DDoS-атаки, а не само вредоносное ПО.

## Влияние на киберпреступность
Развитие MaaS приводит к снижению входного порога в киберпреступный бизнес. Поскольку операторы предоставляют готовое ПО, инфраструктуру и поддержку, проводить атаки могут даже злоумышленники без специальных технических навыков.